# 桃井可堂
桃井 可堂（もものい かどう、享和3年8月8日（1803年9月23日） - 元治元年7月22日（1864年8月23日））は、日本の江戸時代末期（幕末）の志士、儒学者。通称は儀八。諱は誠。字は中道。可堂は雅号である。

## 略歴
享和3年（1803年）、武蔵国榛沢郡北阿賀野村の百姓福本守道（宗左衛門）の次男として生まれる。幼い頃は大里郡血洗島の渋沢仁山（渋沢栄一の祖父の弟）に師事して儒学を修める。文政7年（1824年）22歳の時、江戸へ出て東条一堂の門で学び、清河八郎・那珂梧楼とともに「一堂門の三傑」と呼ばれた。のち備前庭瀬藩板倉家の儒臣として召し抱えられる。しかし水戸藩士藤田東湖らとの交流で尊王攘夷思想に共鳴し、改革派の公卿大原重徳に建白書を提出して時勢を説いた。この建白は大原の受け入れるところとならず、失望して庭瀬藩を致仕して、帰郷する。桃井は中瀬村に塾を開き、小田熊太郎や金井国之丞ら尊攘派の志士を育成した。
文久3年（1863年）12月には天朝組を組織し、当時尊王派から忠臣として賞賛されていた新田義貞の子孫である岩松俊純を擁して新田氏ゆかりの者を集め、上野国沼田・赤城山で挙兵して後に横浜の外国人居留地を襲撃しようと企てた。しかし、同志の湯本多門之介や旗印となる岩松らが計画に恐れをなして江戸南町奉行所へ訴え出たために計画が露見。桃井は12月15日、川越藩に自首した。江戸に護送され、麻布の福江藩邸預けとなり、幽囚されたが、自ら絶食して死去した。享年62。法名は道義院猛雲至誠居士。墓所は東京都文京区本駒込の吉祥寺にある。1912年（大正元年）11月19日、贈正五位。著書に『帰郷目録』など。